# Tokiwa (1899)
El Tokiwa (ときわ) fue un crucero de batalla de la clase Asama construido para la Armada Imperial Japonesa a finales de la década de 1890.

## Historia
Como Japón no tenía la capacidad industrial para construir tales buques de guerra por sí solo, el barco fue construido en Gran Bretaña. El crucero jugó un papel menor en la Rebelión de los Bóxers en 1900 y durante la Primera Guerra Mundial unos años más tarde, pero estuvo muy activo durante la Guerra Ruso-Japonesa de 1904-1905 cuando luchó en la batalla de Port Arthur, la batalla de Ulsan y la batalla de Tsushima.
Después de la guerra, fue utilizado en algunas ocasiones como buque escuela para los cadetes de oficiales navales.
El Tokiwa se convirtió en un minador en 1922–1924, antes de ser puesto en reserva en 1927 tras haber sido dañado por la explosión accidental de varias minas. Sin embargo, el barco fue trasladado al norte de China en 1932-1933 después de la invasión japonesa de Manchuria. Después de un reinstalación en 1937, el Tokiwa volvió al servicio activo en la Flota en 1939. Durante la Guerra del Pacífico, participó en la ocupación de las islas Gilbert y la invasión de Rabaul y Kavieng, en Nueva Guinea. Dañado por aviones estadounidenses poco después, el barco se vio obligado a regresar a Japón para reparaciones.
El crucero Tokiwa ancló los campos de minas en 1944-1945 hasta que fue dañado dos veces por minas estadounidenses en 1945. Poco antes del final de la guerra, fue nuevamente golpeado, esta vez por aviones estadounidenses, su tripulación estará en tierra para evitar hundirse.
El naufragio fue reflotado en 1947, remolcado a Hakodate (Hokkaidō), luego desguazado de agosto a octubre de 1947.